# Radzisław Kordek

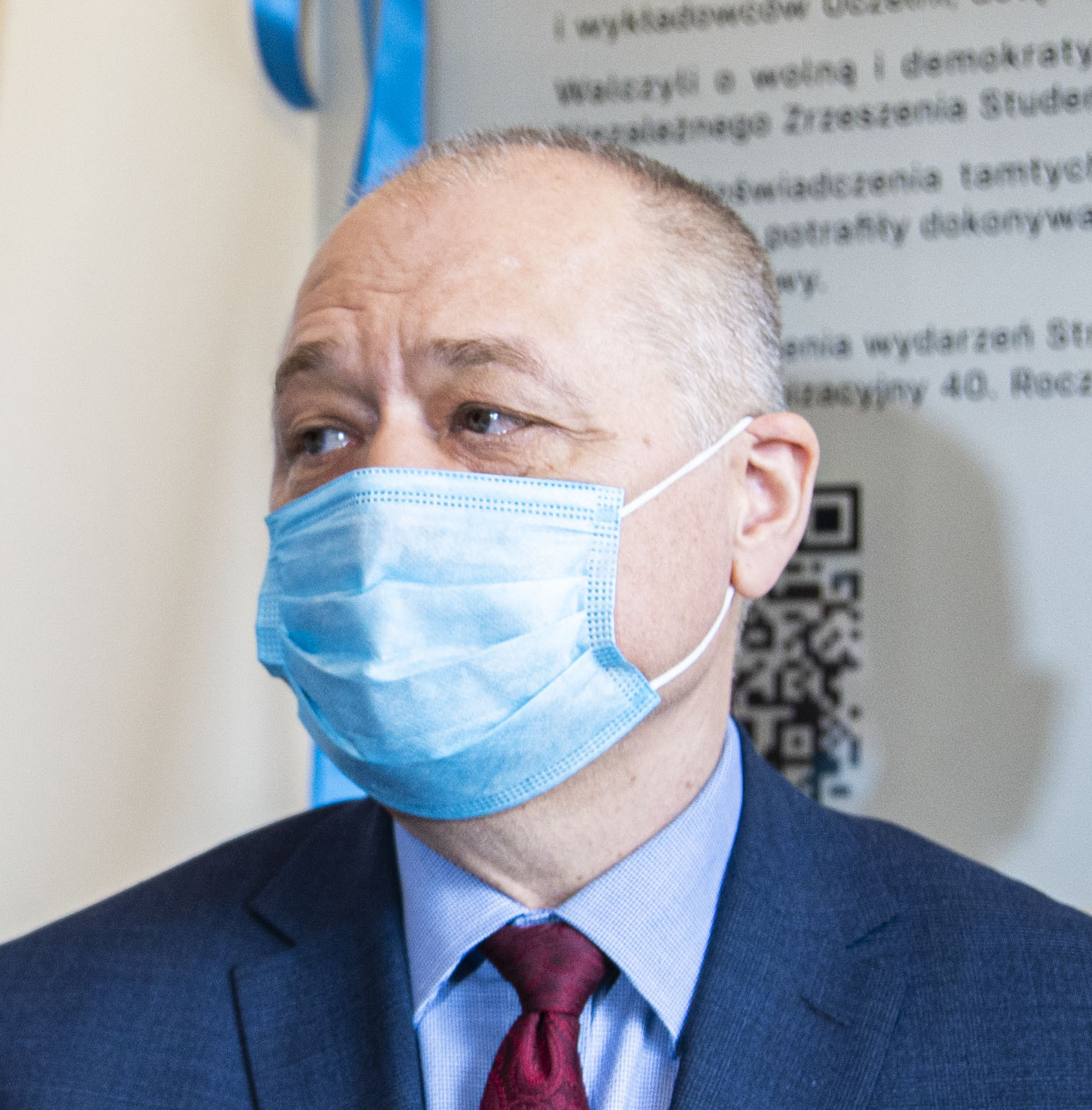
Radzisław Kordek, 2021

Radzisław Maciej Kordek (* 16. September 1962 in Łódź) ist ein polnischer Professor für Medizin mit der Spezialisierung Pathologische Anatomie. Seit 2016 bis 2024 war er Rektor der Medizinischen Universität Łódź.

## Leben
Seine Matura legte er 1980 in Łódź am IX. Lyzeum ab und studierte dann bis 1986 an der Medizinischen Akademie. Anschließend war er als Arzt im Kopernikus-Krankenhaus und um Korczak-Krankenhaus als Arzt tätig. Am 1. Oktober 1987 wurde er Mitarbeiter in der Tumor-Pathologie am Wojewodschaftskrankenhaus Kopernikus, im Jahr darauf als Assistent für Tumor-Pathologie an der Medizinischen Akademie.
1992 promovierte Radzisław Kordek bei Leszek Woźniak. Anschließend war er kurzzeitig am Max-Planck-Institut in Göttingen beschäftigt. Mit einem Stipendium der Kosciuszko-Stiftung war er 1994 bis 1995 am National Institutes of Health in Frederick, USA. Zwischen 1995 und 1995 hielt er sich einige Monate mit einem Stipendium Österreichs am Neurologischen Institut der Universität Wien auf. 1997 habilitierte Radzisław Kordek in Łódź. 1998 übernahm er die Leitung des Pathologischen Instituts in Łódź. Auf Grund fehlender Investitionen wurde die Arbeit dort 2005 eingestellt und die pathologischen Untersuchungen an ein Labor des Unternehmens Eurolab, später von Synevo übernommen, ausgelagert. Bei diesem war Radzisław Kordek tätig.
2002 übernahmen er die Nachfolge von Jan Berner als Leiter des Lehrstuhls für Onkologie an der Medizinischen Akademie Łódź, nach deren Auflösung an der Medizinischen Universität. Im selben Jahr wurde ihm der Titel Professor verliehen, 2004 wurde er zum ordentlichen Professor ernannt. Von 2005 bis 2008 war er weiterhin stellvertretender Leiter des Bezirks-Ärztekammer und Leiter der Ethik-Kommission. 2008 und erneut 2012 wurde er für eine jeweils 4-jährige Kadenz zum Prorektor der Medizinischen Universität Łódź gewählt. 2016 erfolgte dann seine Wahl zum Rektor, 2020 die Wahl für eine zweite Amtszeit. 2024 wurde Janusz Piekarski sein Nachfolger.